# ديفيد أوين بروكس
ديفيد أوين بروكس (بالإنجليزية: David Owen Brooks) هو قاتل متسلسل أمريكي، ولد في 12 فبراير 1955.